# Фудбалска репрезентација Аустрије
Фудбалска репрезентација Аустрије представља Аустрију на фудбалским такмичењима. Њом управља Фудбалски савез Аустрије.
Репрезентација је учествовала на седам светских првенстава, а на европским првенствима први пут је учествовала на Европском првенству 2008. које је Аустрија организовала заједно са Швајцарском.

## Резултати

### Светско првенство у фудбалу
| Година       | Првенство                                                   | Пласман                                                     | ИГ                                                          | П                                                           | Н*                                                          | И                                                           | ГД                                                          | ФП                                                          |
| ------------ | ----------------------------------------------------------- | ----------------------------------------------------------- | ----------------------------------------------------------- | ----------------------------------------------------------- | ----------------------------------------------------------- | ----------------------------------------------------------- | ----------------------------------------------------------- | ----------------------------------------------------------- |
| 1930         | Није учествовала                                            | Није учествовала                                            | Није учествовала                                            | Није учествовала                                            | Није учествовала                                            | Није учествовала                                            | Није учествовала                                            | Није учествовала                                            |
| 1934         | 4. место                                                    | 4                                                           | 4                                                           | 4                                                           | 2                                                           | 0                                                           | 2                                                           | 7                                                           |
| 1938         | После аншлуса са Немачком играли као репрезентација Немачке | После аншлуса са Немачком играли као репрезентација Немачке | После аншлуса са Немачком играли као репрезентација Немачке | После аншлуса са Немачком играли као репрезентација Немачке | После аншлуса са Немачком играли као репрезентација Немачке | После аншлуса са Немачком играли као репрезентација Немачке | После аншлуса са Немачком играли као репрезентација Немачке | После аншлуса са Немачком играли као репрезентација Немачке |
| 1950         | Одустали су                                                 | Одустали су                                                 | Одустали су                                                 | Одустали су                                                 | Одустали су                                                 | Одустали су                                                 | Одустали су                                                 | Одустали су                                                 |
| 1954         | Треће место                                                 | 3                                                           | 5                                                           | 4                                                           | 0                                                           | 1                                                           | 17                                                          | 12                                                          |
| 1958         | Групна фаза                                                 | 15                                                          | 3                                                           | 0                                                           | 1                                                           | 2                                                           | 2                                                           | 7                                                           |
| 1962         | Одустали су                                                 | Одустали су                                                 | Одустали су                                                 | Одустали су                                                 | Одустали су                                                 | Одустали су                                                 | Одустали су                                                 | Одустали су                                                 |
| 1966         | Није се квалификовала                                       | Није се квалификовала                                       | Није се квалификовала                                       | Није се квалификовала                                       | Није се квалификовала                                       | Није се квалификовала                                       | Није се квалификовала                                       | Није се квалификовала                                       |
| 1970         | Није се квалификовала                                       | Није се квалификовала                                       | Није се квалификовала                                       | Није се квалификовала                                       | Није се квалификовала                                       | Није се квалификовала                                       | Није се квалификовала                                       | Није се квалификовала                                       |
| 1974         | Није се квалификовала                                       | Није се квалификовала                                       | Није се квалификовала                                       | Није се квалификовала                                       | Није се квалификовала                                       | Није се квалификовала                                       | Није се квалификовала                                       | Није се квалификовала                                       |
| 1978         | Друга рунда                                                 | 7                                                           | 6                                                           | 3                                                           | 0                                                           | 3                                                           | 7                                                           | 10                                                          |
| 1982         | Друга рунда                                                 | 8                                                           | 5                                                           | 2                                                           | 1                                                           | 2                                                           | 5                                                           | 4                                                           |
| 1986         | Није се квалификовала                                       | Није се квалификовала                                       | Није се квалификовала                                       | Није се квалификовала                                       | Није се квалификовала                                       | Није се квалификовала                                       | Није се квалификовала                                       | Није се квалификовала                                       |
| 1990         | Групна фаза                                                 | 18                                                          | 3                                                           | 1                                                           | 0                                                           | 2                                                           | 2                                                           | 3                                                           |
| 1994         | Није се квалификовала                                       | Није се квалификовала                                       | Није се квалификовала                                       | Није се квалификовала                                       | Није се квалификовала                                       | Није се квалификовала                                       | Није се квалификовала                                       | Није се квалификовала                                       |
| 1998         | Групна фаза                                                 | 23                                                          | 3                                                           | 0                                                           | 2                                                           | 1                                                           | 3                                                           | 4                                                           |
| 2002 до 2022 | Није се квалификовала                                       | Није се квалификовала                                       | Није се квалификовала                                       | Није се квалификовала                                       | Није се квалификовала                                       | Није се квалификовала                                       | Није се квалификовала                                       | Није се квалификовала                                       |
| Укупно       | 7/22                                                        |                                                             | 29                                                          | 12                                                          | 4                                                           | 13                                                          | 43                                                          | 47                                                          |

### Европско првенство у фудбалу
| Година       | Првенство             | Пласман               | ИГ                    | П                     | Н*                    | И                     | ГД                    | ГП                    |
| ------------ | --------------------- | --------------------- | --------------------- | --------------------- | --------------------- | --------------------- | --------------------- | --------------------- |
| 1960 до 2004 | Није се квалификовала | Није се квалификовала | Није се квалификовала | Није се квалификовала | Није се квалификовала | Није се квалификовала | Није се квалификовала | Није се квалификовала |
| 2008         | Групна фаза           | 13.                   | 3                     | 0                     | 1                     | 2                     | 1                     | 3                     |
| 2012         | Није се квалификовала | Није се квалификовала | Није се квалификовала | Није се квалификовала | Није се квалификовала | Није се квалификовала | Није се квалификовала | Није се квалификовала |
| 2016         | Групна фаза           | 22.                   | 3                     | 0                     | 1                     | 2                     | 1                     | 4                     |
| 2020         | Осмина финала         | 12.                   | 4                     | 2                     | 0                     | 2                     | 5                     | 5                     |
| 2024         | Осмина финала         | 9.                    | 4                     | 2                     | 0                     | 2                     | 7                     | 6                     |
| Укупно       | 4/17                  |                       | 14                    | 4                     | 2                     | 8                     | 14                    | 18                    |

### Лига нација
| Рекорди у УЕФА Лиги нација | Рекорди у УЕФА Лиги нација | Рекорди у УЕФА Лиги нација | Рекорди у УЕФА Лиги нација | Рекорди у УЕФА Лиги нација | Рекорди у УЕФА Лиги нација | Рекорди у УЕФА Лиги нација | Рекорди у УЕФА Лиги нација | Рекорди у УЕФА Лиги нација | Рекорди у УЕФА Лиги нација | Рекорди у УЕФА Лиги нација |
| Сезона                     | Лига                       | Група                      | ИГ                         | П                          | Н                          | И                          | ГД                         | ГП                         | П/И                        | Поз.                       |
| -------------------------- | -------------------------- | -------------------------- | -------------------------- | -------------------------- | -------------------------- | -------------------------- | -------------------------- | -------------------------- | -------------------------- | -------------------------- |
| 2018/19.                   | Б                          | 3                          | 4                          | 2                          | 1                          | 1                          | 3                          | 2                          | Same position              | 18.                        |
| 2020/21.                   | Б                          | 1                          | 6                          | 4                          | 1                          | 1                          | 9                          | 6                          | Раст                       | 18.                        |
| 2022/23.                   | А                          | 1                          | 6                          | 1                          | 1                          | 4                          | 6                          | 10                         | Пад                        | 13.                        |
| Укупно                     | Укупно                     | Укупно                     | 16                         | 7                          | 3                          | 6                          | 18                         | 18                         |                            |                            |

## Играчи са највише наступа и постигнутих голова
| Место | Име              | Период    | Бр. утакмица | Голова |
| ----- | ---------------- | --------- | ------------ | ------ |
| 1.    | Андреас Херцог   | 1988–2003 | 103          | 26     |
| 2.    | Антон Полстер    | 1982–2000 | 95           | 44     |
| 3.    | Герхард Ханапи   | 1948–1962 | 93           | 12     |
| 4.    | Карл Колер       | 1952–1965 | 86           | 5      |
| 5.    | Фридрих Koncilia | 1970–1985 | 84           | 0      |
| 6.    | Бруно Pezzey     | 1975–1990 | 84           | 9      |

| Место | Име             | Период    | Бр. голова | Бр. утакмица |
| ----- | --------------- | --------- | ---------- | ------------ |
| 1.    | Антон Полстер   | 1982–2000 | 44         | 95           |
| 2.    | Ханс Кранкл     | 1973–1985 | 34         | 69           |
| 3.    | Ерих Кох        | 1957–1969 | 28         | 37           |
| 4.    | Ханс Хорват     | 1924–1934 | 28         | 46           |
| 5.    | Антон Шал       | 1927–1934 | 28         | 28           |
| 6.    | Матијас Зиндлер | 1926–1937 | 27         | 43           |

## Познатији играчи у прошлости и данас
| - Harald Cerny - Wolfgang Feiersinger - Герхард Ханапи - Ернст Хапрл - Андреас Херцог | - Рудолф Хајден - Ерик Хоф - Ханс Хорват - Карл Колер - Ернст Оцвирк | - Антон Полстер - Ханс Кранкл - Херберт Прохаска - Дитмар Кибауер - Матијас Зиндлер | - Амдреас Огриз - Bruno Pezzey - Емануел Погатец * - Мартин Штранцл * - Ивица Вастић* | - Валтер Шашнер - Антон Шал - Андреас Иванчић* - Мартин Штранцл * |

## Селектори
После 1912. Фудбалски савез Аустрије је постављао селектора фудбалске репрезентације.
| - 1912—1937 : Хуго Мејсл - 1937 : Хајнрих Ретшури - 1945 : Карл Цанкл - 1945—1947 : Еди Бауер - 1948—1954 : Валтер Науш - 1955 : Јозеф Молцер - 1955—1956 : Карл Гејер - 1956—1958 : Јозеф Аргауер - 1958—1963 : Карл Декер - 1964 : Јозеф Валтер - 1965—1966 : Еди Фрухвирт | - 1967—1968 : Ервин Алге и Ханс Песер - 1968—1975 : Леополад Стасни - 1975 : Бранко Елзнер - 1976—1978 : Хелмут Сенекович - 1978—1981 : Карл Штолц - 1982 : Феликс Лацке и Георг Шмит - 1982—1984 : Ерик Хоф - 1984—1987 : Бранко Елзнер - 1988—1990 : Јозеф Хикерзбергер - 1990—1991 : Алфред Ридл - 1991 (привремено) : Дитмар Константини | - 1992 : Ернст Хапел - 1992 (привремено) : Дитмар Константини - 1993—1999 : Херберт Прохаска - 1999—2002 : Ото Барић - 2002—2005 : Ханс Кранкл - 2006—2008 : Јозеф Хикерзбергер - 2008-2009 : Карел Брикнер - 2009-2011 : Дитмар Константини - 2011- : Марсел Колер |

## Тренутни састав
Ажурирано 14. октобра 2020, након утакмице против Румуније.
| Бр. | Поз. | Играч                            | Датум рођења        | Наступи | Голови | Клуб                   |
| --- | ---- | -------------------------------- | ------------------- | ------- | ------ | ---------------------- |
| 1   | Г    | Хајнц Линднер                    | 17. јул 1990.       | 28      | 0      | Базел                  |
| 12  | Г    | Павао Перван                     | 13. новембар 1987.  | 4       | 0      | Волфсбург              |
| 13  | Г    | Јерг Сибенхандл                  | 18. јануар 1990.    | 2       | 0      | Штурм Грац             |
|     |      |                                  |                     |         |        |                        |
| 3   | О    | Александар Драговић              | 6. март 1991.       | 84      | 1      | Бајер Леверкузен       |
| 8   | О    | Давид Алаба                      | 24. јун 1992.       | 74      | 14     | Бајерн Минхен          |
| 4   | О    | Мартин Хинтерегер                | 7. септембар 1992.  | 50      | 4      | Ајнтрахт Франкфурт     |
| 21  | О    | Штефан Лајнер                    | 27. август 1992.    | 23      | 1      | Борусија Менхенгладбах |
| 5   | О    | Штефан Пош                       | 14. мај 1997.       | 9       | 1      | Хофенхајм              |
| 16  | О    | Кристофер Тримел                 | 24. фебруар 1987.   | 9       | 0      | Унион Берлин           |
|     | О    | Марко Фридл                      | 16. март 1998.      | 1       | 0      | Вердер Бремен          |
|     | О    | Максимилијан Улман               | 17. јун 1996.       | 0       | 0      | Рапид Беч              |
|     |      |                                  |                     |         |        |                        |
| 14  | С    | Јулијан Баумгартлингер (капитен) | 2. јануар 1988.     | 79      | 1      | Бајер Леверкузен       |
| 6   | С    | Штефан Илзанкер                  | 18. мај 1989.       | 46      | 0      | Ајнтрахт Франкфурт     |
| 18  | С    | Алесандро Шепф                   | 7. фебруар 1994.    | 24      | 5      | Шалке 04               |
| 10  | С    | Флоријан Грилич                  | 7. август 1995.     | 19      | 1      | Хофенхајм              |
| 2   | С    | Луис Шауб                        | 29. децембар 1994.  | 15      | 5      | Луцерн                 |
| 23  | С    | Ксавер Шлагер                    | 28. септембар 1997. | 15      | 1      | Волфсбург              |
| 19  | С    | Кристоф Баумгартнер              | 1. август 1999.     | 5       | 2      | Хофенхајм              |
| 15  | С    | Рајнхолд Ранфтл                  | 24. јануар 1992.    | 3       | 0      | ЛАСК                   |
| 17  | С    | Рафаел Холцхаузер                | 16. фебруар 1993.   | 1       | 0      | Берсхот                |
|     |      |                                  |                     |         |        |                        |
| 11  | Н    | Михаел Грегорич                  | 18. април 1994.     | 22      | 4      | Аугзбург               |
| 20  | Н    | Карим Онисиво                    | 17. март 1992.      | 9       | 1      | Мајнц 05               |
| 7   | Н    | Адријан Грбић                    | 4. август 1996.     | 4       | 1      | Лорјан                 |
| 9   | Н    | Саша Калајџић                    | 7. јул 1997.        | 1       | 0      | Штутгарт               |
| 22  | Н    | Кристоф Моншајн                  | 22. октобар 1992.   | 1       | 0      | Аустрија Беч           |

## Мечеви фудбалских репрезентација Аустрије и Југославије/Србије
|     | Датум               | Противник             | Резултат     | Стрелци | Стадион                      | Гладалаца | Врста         |
| --- | ------------------- | --------------------- | ------------ | --- | ---------------------------- | --------- | ------------- |
| 1.  | 10. фебруар 1924.   | Краљевина Југославија | 4 : 1 (1:0)  | Вејзер 7‘, 69‘, 82‘, Д. Хофбауер 53‘(пен) — Јовановић 60‘                                                  | ХАШК Конкордија Загреб       | 10.000    | Пријатељска   |
| 2.  | 13. новембар 1949.  | Југославија           | 5 : 2 (3:1)  | Хубер 23‘, 38‘, Декер 29‘,70‘, 73‘, — Чајковски 29‘, Бобек 70‘,                                            | ЈНА Београд                  | 50.000    | Пријатељска   |
| 3.  | 8. октобар 1950.    | Југославија           | 7 : 2 (3:1)  | Декер 3‘, Стојаспал 21‘, 68‘, Т. Вагнер 25‘, Мркушић 50‘(аг), Мелхиор 56¹, 87‘,— Митић 34‘, Живановић 74‘, | Пратер, Беч                  | 60.000    | Пријатељска   |
| 4.  | 21. септембар 1952. | Југославија           | 2 : 4 (0:1)  | А. Кернер 61‘, Цејка 74‘ —- Бобек 14‘, 50‘, 87‘ (пен), Вукас 55‘(пен)                                      | ЈНА, Београд                 | 50.000    | Пријатељска   |
| 5.  | 3. октобар 1954.    | Југославија           | 2 : 2 (1:2)  | Вагнер 3‘, Хаумер 50‘ — Станковић 18‘, Бобек 31‘,                                                          | Пратер, Беч                  | 60.000    | Пријатељска   |
| 6.  | 30. октобар 1955.   | Југославија           | 2 : 1 (1:1)  | Грох 17, Ханапи 47‘ — Милутиновић 26‘                                                                      | Пратер, Беч                  | 60.000    | Куп др. Гереа |
| 7.  | 17. јун 1956        | Југославија           | 1 : 1 (0:0)  | Колер 55‘ — Рајков 60‘,                                                                                    | Максимир Загреб              | 30.000    | КУП др. Гереа |
| 8.  | 15. септембар 1957. | Југославија           | 3 : 3 (2:2)  | Ханапи 36‘ (пен), Динст 45‘, 62‘ — Рајков 7‘, Колер 28‘, Милутиновић 70‘ пен                               | ЈНА Београд                  | 50.690    | Пријатељска   |
| 9.  | 14. септембар 1958. | Југославија           | 3 : 4 (3:1)  | Хапел 7‘, Нинаус 10‘, А. Кернер 25‘ — Веселиновић 31‘, 61‘,70‘, Мујић 66‘                                  | Пратер, Беч                  | 65.000    | Пријатељска   |
| 10. | 19. новембар 1961.  | Југославија           | 1 : 2 (1:1)  | Немец 29‘ — Јерковић 2‘, 75‘                                                                               | Максимир Загреб              | 45.000    | Пријатељска   |
| 11. | 27. септембар 1964. | Југославија           | 3 : 2 (1:1)  | Васовић 29‘ (аг), Немец 48‘, 90‘ — Мелић 35‘, Скоблар 56‘ пен                                              | Пратер, Беч                  | 55.000    | Пријатељска   |
| 12. | 8. април 1970.      | Југославија           | 1 : 1 (1:0)  | Ридл 20‘ — Бајевић 47‘,                                                                                    | Кошево Сарајево              | 10.000    | Пријатељска   |
| 13. | 10. септембар 1970. | Југославија           | 0 : 1 (0:1)  | Бајевић 41‘                                                                                                | Стадион Либенау, Грац        | 24.000    | Пријатељска   |
| 14. | 16. октобар 1985.   | Југославија           | 01 : 3 (0:2) | Вујовић 11‘, 64‘, Мркела 43‘                                                                               | ФК Линзер Линц               | 15.000    | Пријатељска   |
| 15. | 25. март 1987.      | Југославија           | 0 : 4 (0:1)  | Панчев 39‘, 80‘, Стојковић 57‘, Туце 77‘                                                                   | Градски стадион, Бањалука    | 25.000    | Пријатељска   |
| 16. | 31. октобар 1990.   | Југославија           | 1 : 4 (1:2)  | Огрис 14‘ — Панчев 31‘, 52‘, 86‘, Катанец 43‘                                                              | Стадон Црвене звезде Београд | 11.422    | Кв. ЕП        |
| 17. | 13. новембар 1991.  | Југославија           | 0 : 2 (0:2)  | Лукић 19‘, Дејан Савићевић 39‘                                                                             | Пратер, Беч                  | 10.000    | Кв. ЕП        |
| 18. | 16. октобар 2008.   | Србија                | 1 : 3 (0:3)  | Красић 15‘, Јовановић, 18‘ Обрадовић 24‘                                                                   | Пратер, Беч                  |           | Кв. СП 2010.  |
| 19. | 6. јун 2010.        | Србија                | 1 : 0 (1:0)  | Милијаш 7‘ (пен)                                                                                           | Стадон Црвене звезде Београд | 52.000    | Кв. СП 2010.  |

### Укупни биланс
| Плас. | Тим                   | ИГ | Д | Н | ИЗ | ГД | ГП | ГР |
| ----- | --------------------- | -- | - | - | -- | -- | -- | -- |
| 1     | Краљевина Југославија | 1  | 1 | 0 | 0  | 4  | 1  | +3 |
| 2     | Југославија           | 16 | 4 | 4 | 8  | 31 | 38 | -7 |
| 3     | Србија                | 2  | 0 | 0 | 2  | 1  | 4  | -3 |
|       | Укупно                | 19 | 5 | 4 | 10 | 36 | 43 | -7 |

ИГ = Играо утакмица; Д = Добио; Н = Нерешио; ИЗ = Изгубио; ГД = Голова дао; ГП = Голова примио; ГР = Гол-разлика ;